# Bootstrapping (Informatik)
Bootstrapping (veraltet auch Urladeverfahren bzw. Urladen)  bezeichnet in der Informatik einen Prozess, der auf einem einfachen System ein komplexeres System aktiviert. Es ist eine Lösung für das Henne-Ei-Problem, ein System durch sich selbst zu starten. Der Ausdruck wird oft für den Startvorgang eines Computers verwendet, bei dem ein Mechanismus zum Starten der Software benötigt wird, die für das Starten von weiterer Software verantwortlich ist (Betriebssystem). Auch den Start einer Softwareinstallation, bei dem zuerst ein Upgrade des Installationsprogramms durchgeführt wird, bezeichnet man als Bootstrapping.

## Geschichte

Münchhausen zieht sich und sein Pferd am Zopf aus dem Sumpf

Erste Verwendung im Computer-Jargon fand der Begriff bootstrapping in den frühen 1950er-Jahren durch die Kurzgeschichte By His Bootstraps von Robert A. Heinlein, die 1941 veröffentlicht wurde. Ähnlich wie der deutsche Baron Münchhausen sich selbst am eigenen Schopf aus einem Sumpf zog, zieht man sich nach einer englischen Redewendung an seinen Stiefelriemen (engl. bootstraps) selbst über einen Zaun.